# منصور بن زاید آل نهیان
منصور بن زاید آل نهیان (به عربی: منصور بن زايد آل نهيان) (متولد ۱۹۷۰)، سیاستمدار سلطنتی اهل امارات است که معاون رئیس‌ و معاون نخست‌وزیر امارات متحده عربی، وزیر دادگاه ریاست‌ ، عضو خاندان آل نهیان ابوظبی و برادر رئیس‌ فعلی امارات محمد بن زاید آل نهیان استکه با منال بنت محمد آل مکتوم دختر محمد بن راشد آل مکتوم حاکم دبی ازدواج کرده است. او یک میلیاردر است که از طریق گروه سیتی فوتبال در انواع باشگاه‌های فوتبال از جمله باشگاه فوتبال منچستر سیتی سهام دارد.
منصور در شرکت‌های دولتی مختلف در امارات حضور دارد. او رئیس شورای توسعه وزارتی، امارات سرمایه گذاری و اداره مسابقه امارات است، او نیز عضو شورای عالی نفت و شورای عالی امور مالی و اقتصادی می‌باشد.منصور، عضو هیئت مدیره شرکت ملی نفت ابوظبی و مرجع سرمایه گذاری ابوظبی (ADIA) است. وی همچنین نائب‌رئیس شرکت سرمایه گذاری مبدلله،امارات متحده عربی متعلق به صندوق ثروت دولتیاو رئیس بانک مرکزی امارات است.
منصور همچنین مالک گروه یونایتد ابوظبی (ADUG)، یک شرکت سرمایه گذاری برای خانواده سلطنتی ابوظبی است.که باشگاه فوتبال منچستر سیتی را در سپتامبر ۲۰۰۸ خریداری کرد. او بلافاصله تمام مسئولیت و مالکیت را به خلدون المبارک و گروه سیتی فوتبال سپرد که از آن زمان بر تحولی مهم در باشگاه نظارت کرده است.این باشگاه برای اولین بار از سال ۱۹۶۸، هفت عنوان قهرمانی لیگ برتر را کسب کرده است. منچستر سیتی اولین قهرمانی خود در لیگ برتر انگلیس را در سال ۲۰۱۲ کسب کرده است.
او فرزندِ زاید بن سلطان آل نهیان و برادرِ خلیفه بن زاید آل نهیان (رئیسان پیشین امارات) است. ثروت خانوادگی آنها بیش از یک تریلیون دلار تخمین زده می‌شود. او در سال ۱۹۸۹ در دانشگاه سانتا باربارا تحصیل کرد. او فارغ‌ التحصیل دانشگاه امارات متحده عربی است و در سال ۱۹۹۳ مدرک لیسانس خود را در امور بین‌الملل دریافت کرد.